# Альфа Ромео (команда Формулы-1, 1979—1985)

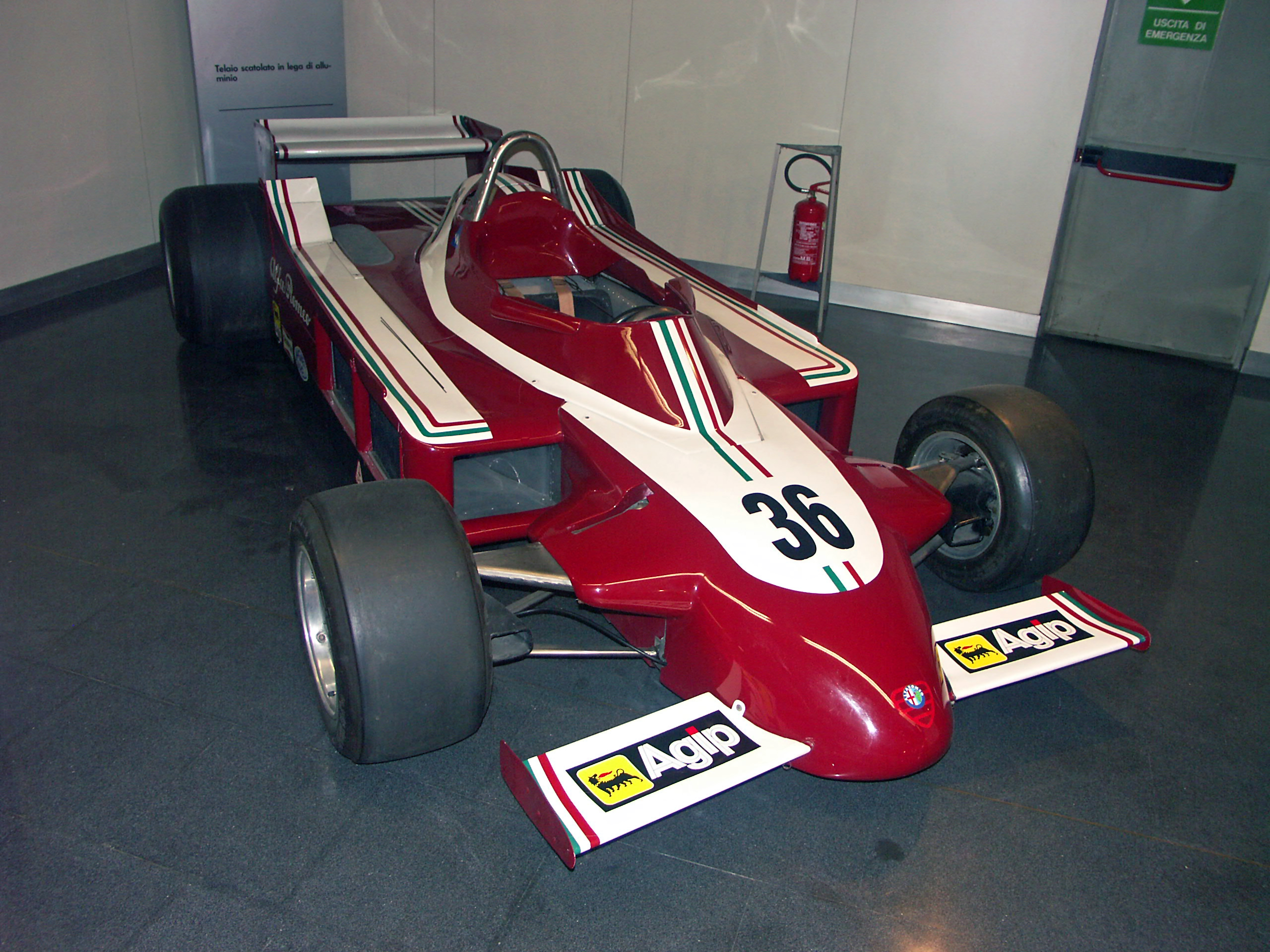
Alfa Romeo 177 — года

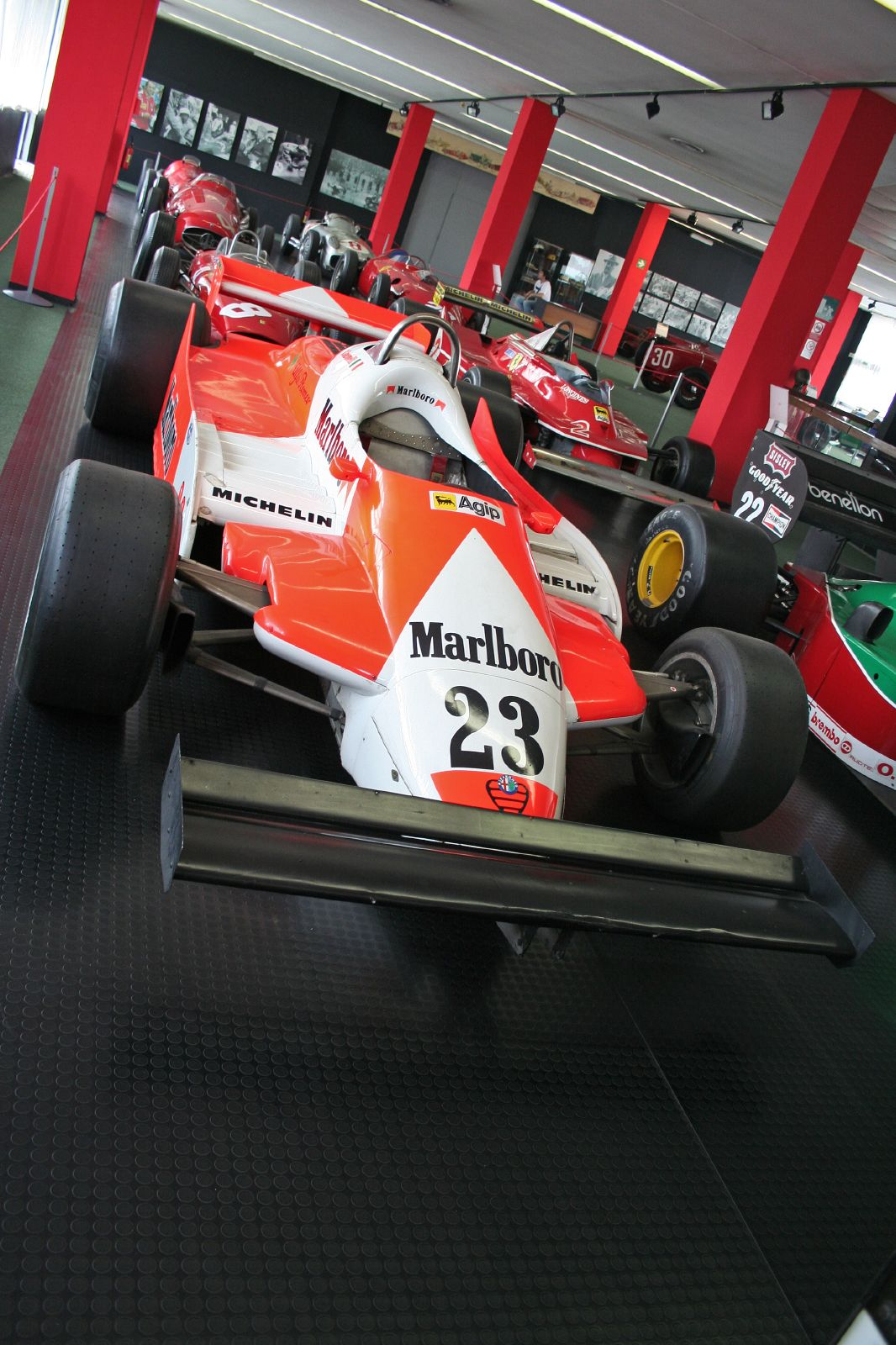
Alfa Romeo 179 — года

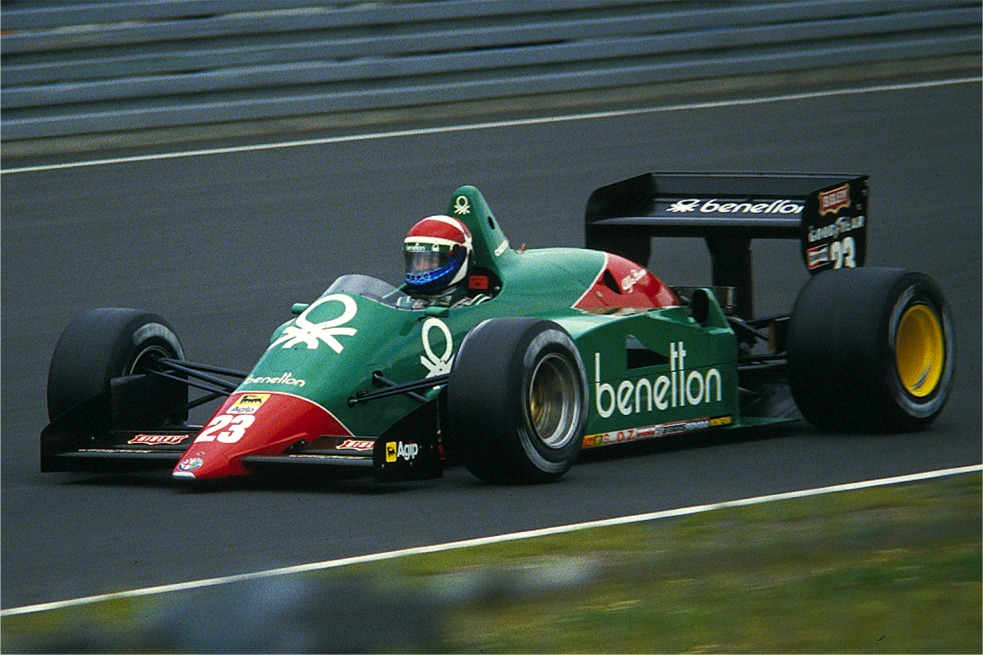
Раскраска Alfa Romeo 185T — года под спонсорством Benetton

Альфа Ромео (итал. Alfa Romeo) — команда Формулы-1, участвовавшая в чемпионатах мира 1979—1985 годов. После долгого перерыва со времён участия команды в чемпионатах мира 1950—1951, в которых она одерживала победы, данной команде так и не удалось победить ни в одном Гран-при. Лучший финиш — два вторых места на Гран-при Германии 1983 года и Гран-при ЮАР 1983 года.
Спортивный отдел компании Autodelta вернул в чемпионат мира в качестве заводской команды в 1979 году Alfa Romeo. Это был второй период в качестве команды этого конструктора, который оказался менее успешным, чем первый. После возвращения в качестве конструктора в 1979 и до ухода в конце 1985 года, гонщикам Alfa Romeo не удалось выиграть ни одной гонки, а команда ни разу не финишировала выше шестого места в кубке конструкторов. Помимо заводской команды, двигатели Alfa Romeo также поставлялись команде Озелла с 1983 по 1987 годы, но за этот период они набрали только два очка в чемпионате мира.

## История
За время своего существования с середины 1979 и до конца 1985 года команде так и не удалось финишировать на первом месте, и всего два старта за этот период были начаты с поул-позиции. Alfa Romeo покинула Формулу-1 в качестве конструктора после финальной гонки сезона 1985 года в Австралии.

### Autodelta 1979
Начиная с 1977 года, после долгих переговоров Alfa Romeo дала Autodelta разрешение начать разработку автомобиля для Формулы-1 от их имени. Таким образом, в сезоне 1979 года болид с номером шасси Alfa Romeo 177 дебютировал на Гран-при Бельгии. Это был второй приход Alfa Romeo в чемпионат Формулы-1, который стал не столь удачным, как первый.

### Marlboro Team Alfa Romeo (1980—1983)
В этот период в команде произошла трагедия, когда их гонщик Патрик Депайе погиб во время тестов на Гран-при Германии 1980 года на Хоккенхаймринге. В 1981 году за команду выступал Марио Андретти, но болид не мог похвастаться надёжностью, и результаты были не самые лучшие. После реструктуризации в 1982 году Autodelta, руководство над командой, техническая составляющая, а также дизайн болида были переданы на аутсорсинг Euroracing, хотя двигатели все ещё поставлялись Autodelta. Лучшим сезоном для команды в этот период стал 1983 год, когда команда перешла на турбированный двигатель 890T V8 и заняла 6-е место в кубке конструкторов, во многом благодаря двум финишам Андреа де Чезариса на втором месте.

### Benetton Team Alfa Romeo (1984—1985)
Несмотря на то что турбированный 890T оказался конкурентоспособным в 1983 году, более мощные и экономичные двигатели от BMW, Ferrari, Renault, TAG-Porsche и Honda были более надёжными. В 1984 году, помимо прочего, FIA ввела лимит топлива в 220 литров без повторной заправки во время пит-стопов, и команда Euroracing Alfa Romeo потеряла свою конкурентоспособность. 890T (единственный турбированный двигатель V8, используемый в гонках в это время) был очень требовательным к топливу, а также сильно изнашивался на быстрых трассах — особенно на домашних трассах Alfa в Имоле и Монце. Чтобы частично устранить эту проблему, команда должна была ограничивать темп, чтобы сэкономить топливо, что делало двигатель недостаточно мощным, и это оказалось серьёзным препятствием на быстрых трассах. Двигатель дорабатывался, но проблемы с расходом топлива так и не удалось устранить. Третье место Риккардо Патрезе на Гран-при Италии 1984 года стало последним подиумом для команды. Помимо всего, и Риккардо Патрезе, и Эдди Чивер часто даже не заканчивали гонки в период 1984—1985 годов из-за нехватки топлива. У Чивера в 1985 даже кончилось топливо за 5 кругов до конца гонки на домашнем Гран-при в Монце, недалеко от штаб-квартиры Alfa в Милане.
Болид Alfa Romeo 185T 1985 года оказался настолько неконкурентоспособным, что его отозвали в середине сезона, а команда вернула болид 1984 года Alfa Romeo 184T. После обновления до спецификаций 1985 года, старая модель, получившая название 184TB, была фактически лучше по сравнению с новинкой, но желаемые результаты так и не были достигнуты. В интервью, которое Риккардо Патрезе дал в 2000 году, он описал 185T как «худший болид, который он когда либо пилотировал».

## Результаты выступлений Alfa Romeo в Формуле-1
| Легенда к таблице |                                                                    |
| --- | ------------------------------------------------------------------ |
| В таблице перечислены результаты всех Гран-при Формулы-1, в которых принимала участие команда. Строками таблицы являются сезоны, столбцами — этапы чемпионата мира. В каждой клетке указаны сокращённое название этапа и результаты гонщиков команды, дополнительно обозначенные цветом. Расшифровка обозначений и цветов представлена в нижеследующей таблице. |                                                                    |
| \| Пример \| Описание \| \| ------------ \| ------------------------------------------------------------------ \| \| 1 \| Победитель \| \| 2 \| Второе место \| \| 3 \| Третье место \| \| 5 \| Финишировал, заработав очки \| \| Сход \| Не финишировал, но при этом заработал очки \| \| 12 \| Финишировал, не получив очков \| \| НКЛ \| Финишировал, но не попал в финальную классификацию \| \| 15 \| Участвовал вне зачёта, либо по отдельной классификации \| \| 18 \| Не финишировал, но попал в финальную классификацию \| \| Сход \| Не финишировал \| \| НКВ \| Не прошёл квалификацию \| \| НПКВ \| Не прошёл предквалификацию \| \| ДСК \| Дисквалифицирован \| \| ИСК \| Исключён из протокола соревнований \| \| ТТ \| Заявлен для участия только в тренировках \| \| НС \| Участвовал в квалификации, но не стартовал в гонке \| \| Т \| Травмирован или болен \| \| ОТК \| Отказ от участия \| \| НТР \| Прибыл на соревнования, но на трассу не выезжал \| \| НПР \| Был заявлен в числе участников, но не прибыл к началу соревнований \| \| О \| Соревнования отменены \| \| \| Не участвовал \| \| Поул-позиция \| \| \| Быстрый круг \| \| |                                                                    |
| Пример | Описание                                                           |
| 1 | Победитель                                                         |
| 2 | Второе место                                                       |
| 3 | Третье место                                                       |
| 5 | Финишировал, заработав очки                                        |
| Сход | Не финишировал, но при этом заработал очки                         |
| 12 | Финишировал, не получив очков                                      |
| НКЛ | Финишировал, но не попал в финальную классификацию                 |
| 15 | Участвовал вне зачёта, либо по отдельной классификации             |
| 18 | Не финишировал, но попал в финальную классификацию                 |
| Сход | Не финишировал                                                     |
| НКВ | Не прошёл квалификацию                                             |
| НПКВ | Не прошёл предквалификацию                                         |
| ДСК | Дисквалифицирован                                                  |
| ИСК | Исключён из протокола соревнований                                 |
| ТТ | Заявлен для участия только в тренировках                           |
| НС | Участвовал в квалификации, но не стартовал в гонке                 |
| Т | Травмирован или болен                                              |
| ОТК | Отказ от участия                                                   |
| НТР | Прибыл на соревнования, но на трассу не выезжал                    |
| НПР | Был заявлен в числе участников, но не прибыл к началу соревнований |
| О | Соревнования отменены                                              |
| | Не участвовал                                                      |
| Поул-позиция |                                                                    |
| Быстрый круг |                                                                    |

| Год  | Платформа                        | Двигатель                     | Резина | Гонщики            | 1    | 2    | 3    | 4    | 5    | 6    | 7    | 8    | 9    | 10   | 11   | 12   | 13   | 14   | 15   | 16   | Очки | Место |
| ---- | -------------------------------- | ----------------------------- | ------ | ------------------ | ---- | ---- | ---- | ---- | ---- | ---- | ---- | ---- | ---- | ---- | ---- | ---- | ---- | ---- | ---- | ---- | ---- | ----- |
| 1979 | Alfa Romeo 177 Alfa Romeo 179    | Alfa Romeo F12 Alfa Romeo V12 | G      |                    | АРГ  | БРА  | ЮАР  | СШЗ  | ИСП  | БЕЛ  | МОН  | ФРА  | ВЕЛ  | ГЕР  | АВТ  | НИД  | ИТА  | КАН  | США  |      | 0    | NC    |
| 1979 | Alfa Romeo 177 Alfa Romeo 179    | Alfa Romeo F12 Alfa Romeo V12 | G      | Бруно Джакомелли   |      |      |      |      |      | Сход |      | 17   |      |      |      |      | Сход |      | Сход |      | 0    | NC    |
| 1979 | Alfa Romeo 177 Alfa Romeo 179    | Alfa Romeo F12 Alfa Romeo V12 | G      | Витторио Брамбилла |      |      |      |      |      |      |      |      |      |      |      |      | 12   | Сход | НКВ  |      | 0    | NC    |
| 1980 | Alfa Romeo 179                   | Alfa Romeo V12                | G      |                    | АРГ  | БРА  | ЮАР  | СШЗ  | БЕЛ  | МОН  | ФРА  | ВЕЛ  | ГЕР  | АВТ  | НИД  | ИТА  | КАН  | США  |      |      | 4    | 11-е  |
| 1980 | Alfa Romeo 179                   | Alfa Romeo V12                | G      | Бруно Джакомелли   | 5    | 13   | Сход | Сход | Сход | Сход | Сход | Сход | 5    | Сход | Сход | Сход | Сход | Сход |      |      | 4    | 11-е  |
| 1980 | Alfa Romeo 179                   | Alfa Romeo V12                | G      | Патрик Депайе      | Сход | Сход | НКЛ  | Сход | Сход | Сход | Сход | Сход |      |      |      |      |      |      |      |      | 4    | 11-е  |
| 1980 | Alfa Romeo 179                   | Alfa Romeo V12                | G      | Витторио Брамбилла |      |      |      |      |      |      |      |      |      |      | Сход | Сход |      |      |      |      | 4    | 11-е  |
| 1980 | Alfa Romeo 179                   | Alfa Romeo V12                | G      | Андреа де Чезарис  |      |      |      |      |      |      |      |      |      |      |      |      | Сход | Сход |      |      | 4    | 11-е  |
| 1981 | Alfa Romeo 179                   | Alfa Romeo V12                | M      |                    | СШЗ  | БРА  | АРГ  | САН  | БЕЛ  | МОН  | ИСП  | ФРА  | ВЕЛ  | ГЕР  | АВТ  | НИД  | ИТА  | КАН  | СИЗ  |      | 10   | 9-е   |
| 1981 | Alfa Romeo 179                   | Alfa Romeo V12                | M      | Бруно Джакомелли   | Сход | НКЛ  | 10   | Сход | 9    | Сход | 10   | 15   | Сход | 15   | Сход | Сход | 8    | 4    | 3    |      | 10   | 9-е   |
| 1981 | Alfa Romeo 179                   | Alfa Romeo V12                | M      | Марио Андретти     | 4    | Сход | 8    | Сход | 10   | Сход | 8    | 8    | Сход | 9    | Сход | Сход | Сход | 7    | Сход |      | 10   | 9-е   |
| 1982 | Alfa Romeo 179 Alfa Romeo 182    | Alfa Romeo V12                | M      |                    | ЮАР  | БРА  | СШЗ  | САН  | БЕЛ  | МОН  | ДЕТ  | КАН  | НИД  | ВЕЛ  | ФРА  | ГЕР  | АВТ  | ШВА  | ИТА  | СИЗ  | 7    | 10-е  |
| 1982 | Alfa Romeo 179 Alfa Romeo 182    | Alfa Romeo V12                | M      | Бруно Джакомелли   | 11   | Сход | Сход | Сход | Сход | Сход | Сход | Сход | 11   | 7    | 9    | 5    | Сход | 12   | Сход | 10   | 7    | 10-е  |
| 1982 | Alfa Romeo 179 Alfa Romeo 182    | Alfa Romeo V12                | M      | Андреа де Чезарис  | 13   | Сход | Сход | Сход | Сход | 3    | Сход | 6    | Сход | Сход | Сход | Сход | Сход | 10   | 10   | 9    | 7    | 10-е  |
| 1983 | Alfa Romeo 183T                  | Alfa Romeo V8 (t/c)           | M      |                    | БРА  | СШЗ  | ФРА  | САН  | МОН  | БЕЛ  | ДЕТ  | КАН  | ВЕЛ  | ГЕР  | АВТ  | НИД  | ИТА  | ЕВР  | ЮАР  |      | 18   | 6-е   |
| 1983 | Alfa Romeo 183T                  | Alfa Romeo V8 (t/c)           | M      | Андреа де Чезарис  | НКВ  | Сход | 12   | Сход | Сход | Сход | Сход | Сход | 8    | 2    | Сход | Сход | Сход | 4    | 2    |      | 18   | 6-е   |
| 1983 | Alfa Romeo 183T                  | Alfa Romeo V8 (t/c)           | M      | Мауро Бальди       | Сход | Сход | Сход | Сход | 6    | Сход | 12   | 10   | 7    | Сход | Сход | 5    | Сход | Сход | Сход |      | 18   | 6-е   |
| 1984 | Alfa Romeo 184T                  | Alfa Romeo V8 (t/c)           | G      |                    | БРА  | ЮАР  | БЕЛ  | САН  | ФРА  | МОН  | КАН  | ДЕТ  | ДАЛ  | ВЕЛ  | ГЕР  | АВТ  | НИД  | ИТА  | ЕВР  | ПОР  | 11   | 8-е   |
| 1984 | Alfa Romeo 184T                  | Alfa Romeo V8 (t/c)           | G      | Риккардо Патрезе   | Сход | 4    | Сход | Сход | Сход | Сход | Сход | Сход | Сход | 12   | Сход | 10   | Сход | 3    | 6    | 8    | 11   | 8-е   |
| 1984 | Alfa Romeo 184T                  | Alfa Romeo V8 (t/c)           | G      | Эдди Чивер         | 4    | Сход | Сход | 7    | Сход | НКВ  | 11   | Сход | Сход | Сход | Сход | Сход | 13   | 9    | Сход | 17   | 11   | 8-е   |
| 1985 | Alfa Romeo 185T Alfa Romeo 184TB | Alfa Romeo V8 (t/c)           | G      |                    | БРА  | ПОР  | САН  | МОН  | КАН  | ДЕТ  | ФРА  | ВЕЛ  | ГЕР  | АВТ  | НИД  | ИТА  | БЕЛ  | ЕВР  | ЮАР  | АВС  | 0    | 12-е  |
| 1985 | Alfa Romeo 185T Alfa Romeo 184TB | Alfa Romeo V8 (t/c)           | G      | Риккардо Патрезе   | Сход | Сход | Сход | Сход | 10   | Сход | 11   | 9    | Сход | Сход | Сход | Сход | Сход | 9    | Сход | Сход | 0    | 12-е  |
| 1985 | Alfa Romeo 185T Alfa Romeo 184TB | Alfa Romeo V8 (t/c)           | G      | Эдди Чивер         | Сход | Сход | Сход | Сход | 17   | 9    | 10   | Сход | Сход | Сход | Сход | Сход | Сход | 11   | Сход | Сход | 0    | 12-е  |